# Méthode des éléments discrets
 (juin 2021).
La mise en forme du texte ne suit pas les recommandations de Wikipédia : il faut le « wikifier ».
Les points d'amélioration suivants sont les cas les plus fréquents :
- Les titres sont pré-formatés par le logiciel. Ils ne sont ni en capitales, ni en gras.
- Le texte ne doit pas être écrit en capitales (les noms de famille non plus), ni en gras, ni en italique, ni en « petit »…
- Le gras n'est utilisé que pour surligner le titre de l'article dans l'introduction, une seule fois.
- L'italique est rarement utilisé : mots en langue étrangère, titres d'œuvres, noms de bateaux, etc.
- Les citations ne sont pas en italique mais en corps de texte normal. Elles sont entourées par des guillemets français : « et ».
- Les listes à puces sont à éviter, des paragraphes rédigés étant largement préférés. Les tableaux sont à réserver à la présentation de données structurées (résultats, etc.).
- Les appels de note de bas de page (petits chiffres en exposant, introduits par l'outil «  Source ») sont à placer entre la fin de phrase et le point final[comme ça].
- Les liens internes (vers d'autres articles de Wikipédia) sont à choisir avec parcimonie. Créez des liens vers des articles approfondissant le sujet. Les termes génériques sans rapport avec le sujet sont à éviter, ainsi que les répétitions de liens vers un même terme.
- Les liens externes sont à placer uniquement dans une section « Liens externes », à la fin de l'article. Ces liens sont à choisir avec parcimonie suivant les règles définies. Si un lien sert de source à l'article, son insertion dans le texte est à faire par les notes de bas de page.
- La présentation des références doit suivre les conventions bibliographiques. Il est recommandé d'utiliser les modèles {{Ouvrage}}, {{Chapitre}}, {{Article}}, {{Lien web}} et/ou {{Bibliographie}}. Le mode d'édition visuel peut mettre en forme automatiquement les références.
- Insérer une infobox (cadre d'informations à droite) n'est pas obligatoire pour parachever la mise en page.

Pour une aide détaillée, merci de consulter Aide:Wikification.
Si vous pensez que ces points ont été résolus, vous pouvez retirer ce bandeau et améliorer la mise en forme d'un autre article.
La méthode des éléments discrets est une méthode crée en 1979 par Cundall pour résoudre les équations de la dynamique dans un milieu granulaire. Cette méthode consiste à définir le domaine à l’aide de particules liées entre elles par des lois d’interaction.
Cette méthode a été développée après pour résoudre les problèmes de discontinuité dans un milieu continu, et, plus précisément, pour visualiser la propagation de failles. Les scientifiques ont souhaité développer cette méthode parce que la méthode la plus connue, la méthode des éléments finis, atteint ses limites pour étudier des discontinuités.

## Méthodes de calculs
Plusieurs méthodes ont été générées par la méthode principale de Cundall, elles sont classées en trois familles :

### Méthode Lattice

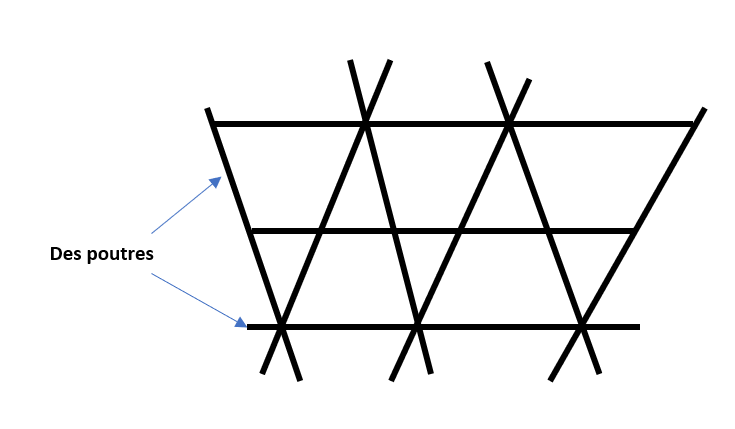
Méthodes Lattice

Consiste à modéliser le domaine par des poutres, ici des poutres d’Euler-Bernouilli, associées à des lois élastiques. Cette méthode donne des bons résultats pour visualiser l'amorçage et la propagation de fissures.

### Méthode Particulaire

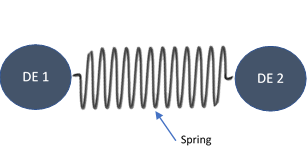
Méthodes Particulaire

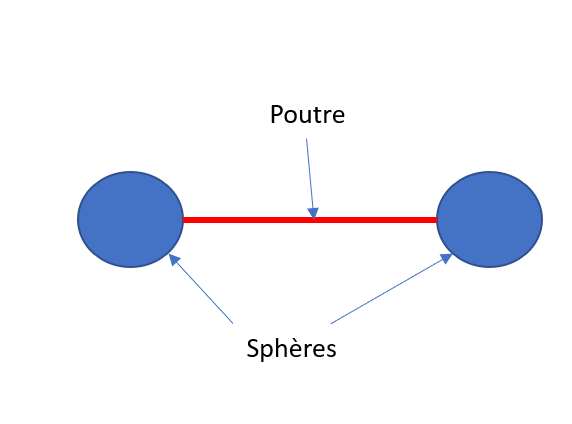
méthodes « hybride

Cette méthode est une méthode de Cundall modifiée : la matière est modélisée par des sphères qui représentent des points de masse, liées entre elles par des ressorts. Les particules de forme sphériques ou circulaires présentent l’avantage de permettre un calcul très simple des contacts. Cette méthode est très efficace pour modéliser le comportement élastique des matériaux.

### Méthode Hybride
C’est une combinaison entre les deux modèles particulaires et lattice, permettant de conjuguer les avantages des deux. Il est construit par des sphères reliées entre elles par des poutres[FY1]

## Avantages et désavantages de la méthode
La méthode des éléments discrets permet de modéliser un ou plusieurs solides rigides ou déformables en interaction par contact. Il est alors possible de déterminer les déplacements et les rotations de chacun des solides au cours de la simulation.
Il est également possible d'utiliser cette méthode pour évaluer l'endommagement de solides hétérogènes, c'est-à-dire l'amorçage et la propagation de fissures dans le milieu,. Pour cela, un critère de rupture est imposé au niveau des liaisons cohésives qui relient les éléments discrets entre eux. Si le critère est dépassé, la liaison est rompue et n'a plus d'incidence dans le reste de la simulation.
Enfin, cette méthode peut aussi être utilisée pour simuler plusieurs types d'écoulement granulaire. Elle permet une étude détaillée de la dynamique des écoulement à l'échelle microscopique, ce qui est souvent difficile voire impossible à faire expérimentalement.
Cependant, cette méthode a le défaut de nécessiter de grands temps de calcul et une puissance de calcul assez élevée. En effet, pour obtenir des résultats suffisamment précis, il est nécessaire de travailler un grand nombre d'éléments discrets pour modéliser le ou les solide(s). Mais plus le nombre d'éléments est élevé, plus les performances nécessaires et le temps de calcul augmentent. Ce dernier peut alors monter jusqu'à plusieurs heures, voire plusieurs jours. C'est la raison pour laquelle cette méthode n'est pas souvent utilisée dans l'industrie. Il est cependant possible de réduire ce temps en utilisant des processeurs graphiques, ou GPU, ou en réalisant la simulation sur des clusters de calculs.

## Calibration des paramètres
L'utilisation de la méthode des éléments discrets nécessite de vérifier que cette approche permet bien de retrouver le comportement mécanique relatant de la mécanique des milieux continus. Il est alors nécessaire de déterminer et de quantifier les lois d'interactions à l'échelle microscopique, c'est-à-dire de paramétrer correctement les liaisons cohésives reliant les éléments discrets entre eux, en intégrant des paramètres microscopiques qui peuvent être évaluées grâce à des essais de traction/compression simple, flexion simple etc. Le but est de trouver les paramètres qui permettent d'obtenir le même comportement que celui obtenu expérimentalement, ou avec d'autres méthodes comme la méthode des éléments finis.
Pour donner un exemple, dans le modèle de liaison hybride "lattice - particulaire" (ou poutre), les éléments discrets sont reliés entre eux par des poutres le plus souvent cylindriques, de type Bernouilli. Cela permet de décrire la géométrie de la poutre avec uniquement deux paramètres : la longueur de la poutre, et son rayon. On peut ensuite ajouter des paramètres mécaniques, comme le module de Young, le coefficient de Poisson, la limite de rupture etc, et des paramètres dynamiques comme la densité des éléments discrets.